# Léon M'ba

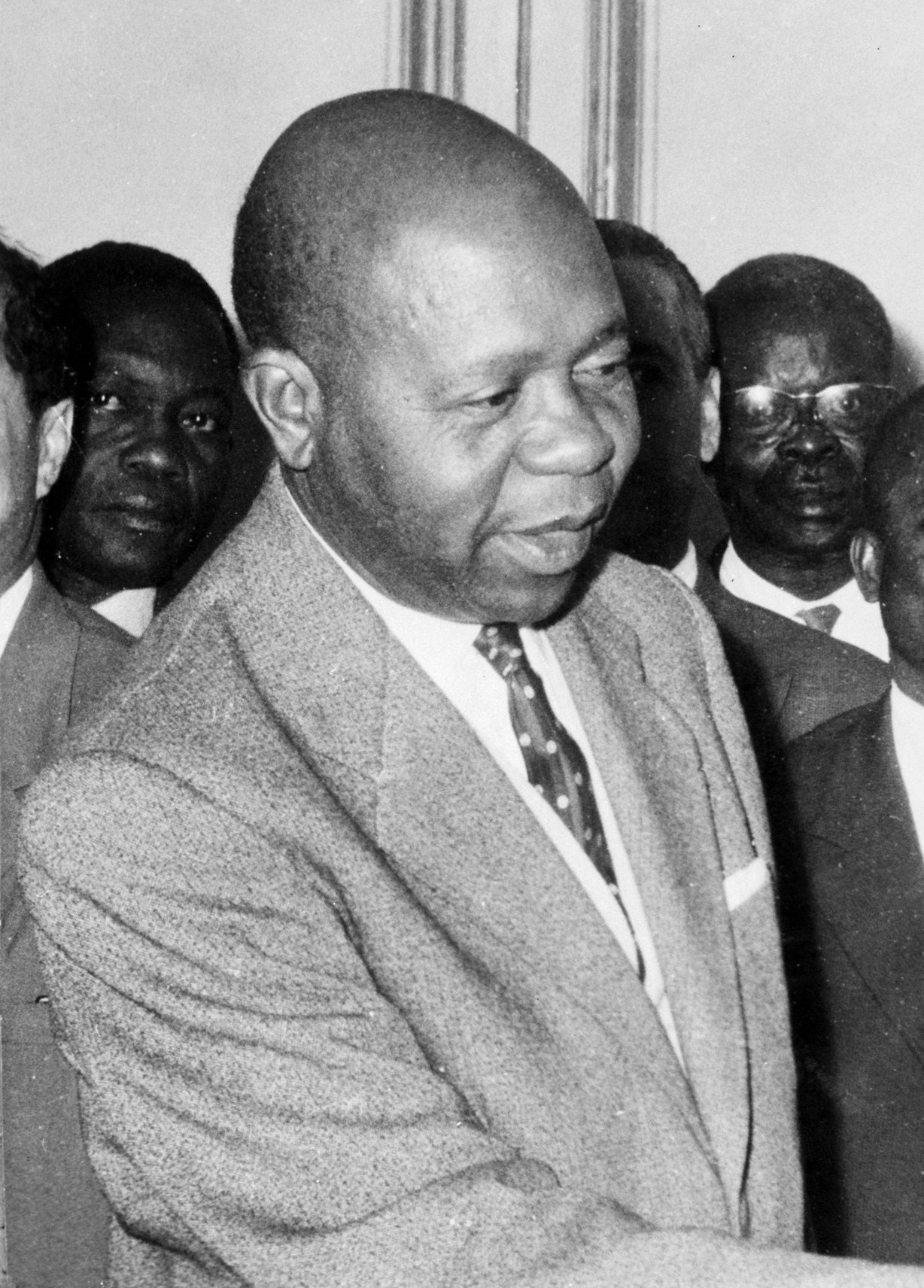
Léon M'ba v roce 1964

Gabriel Léon M'ba  (9. února 1902, Libreville – 28. listopadu 1967, Paříž)  byl gabonský politik, který působil jako první předseda vlády (1959–1961) a prezident (1961–1967) Gabonu.
M'ba byl příslušníkem etnické skupiny Fang. Narodil se v poměrně privilegované venkovské rodině. Po studiu v semináři vystřídal řadu drobných zaměstnání, než nastoupil do koloniální správy jako celní deklarant. Jeho politická aktivita ve prospěch černochů znepokojovala francouzskou správu. Jako trest za jeho činnost mu byl po spáchání drobného trestného činu, za který by normálně dostal malou pokutu, udělen trest odnětí svobody. V roce 1924 dala správa M'baovi druhou šanci a vybrala ho do čela kantonu v provincii Estuaire. Poté, co byl obviněn ze spoluúčasti na vraždě ženy poblíž Libreville, byl v roce 1931 odsouzen ke třem letům vězení a deseti letům exilu. V exilu v Oubangui-Chari publikoval práce dokumentující kmenové zvykové právo národa Fangů. Byl zaměstnán u místních správců a za svou práci se mu dostalo pochvaly od nadřízených. Pro Gabon zůstal personou non grata, dokud francouzská koloniální správa v roce 1946 nepovolila M'ba návrat do rodné země.
V roce 1946 přišel jeho politický vzestup a 21. května 1957 byl jmenován předsedou vlády. Ve funkci předsedy vlády působil do 21. února 1961. V roce 1958 řídil iniciativu, jejímž cílem bylo začlenit Gabon do francouzsko-afrického společenství. Po získání nezávislosti na Francii 17. srpna 1960 se stal prezidentem. Politický nepřítel Jean-Hilaire Aubame se v únoru 1964 krátce ujal prezidentského úřadu prostřednictvím státního převratu, ale po několika dnech byl po zásahu Francouzů sesazen. V březnu 1967 byl M'ba znovu zvolen, ale v listopadu 1967 zemřel na rakovinu a jeho nástupcem se stal viceprezident Albert-Bernard Bongo.